# 白井永二
白井 永二（しらい えいじ、1915年〈大正4年〉12月10日 - 2008年〈平成20年〉1月1日）は、日本の民俗学者、神職。神社本庁総長、日本会議顧問、鶴岡八幡宮名誉宮司などを務めた。

## 来歴
愛知県豊橋市花田町西羽田に生まれる。1928年、豊橋中学校（現・愛知県立時習館高等学校）卒業。國學院大學国文科卒業。折口信夫に師事し祝詞を研究。鶴岡八幡宮宮司を務め、かたわら菅江真澄などの研究を行った。
1979年2月24日、国際勝共連合と自民党の国防関係国会議員が中心となり、「スパイ防止法制定促進国民会議」が設立された。呼びかけ人は木内信胤、朝比奈宗源、宇野精一、郷司浩平、宝井馬琴、三輪知雄の6人。サンケイ会館で設立発起人総会が開かれ、白井は発起人に名を連ねた。
1989年から1995年まで神社本庁総長を務めた。
2008年1月1日、急性心不全のため死去。

## 著書
- 鎌倉市文化財資料 第1集 鎌倉神楽 鎌倉市教育委員会 1962
- 鎌倉 1970 角川文庫
- 鎌倉事典 編 東京堂出版 1976
- 神社辞典 土岐昌訓共編 東京堂出版 1979.12
- 日本人のこころと神道 共著 蒼洋社 1999.5 21世紀に遺す
- 菅江真澄の新研究 おうふう 2006.12